# Opius shuleri
Opius shuleri är en stekelart som beskrevs av Fischer 1964. Opius shuleri ingår i släktet Opius och familjen bracksteklar. Inga underarter finns listade i Catalogue of Life.